# Фиевский, Тадеуш
Таде́уш Фие́вский (пол. Tadeusz Fijewski; 14 июля 1911, Варшава — 12 ноября 1978, Варшава, Польша) — польский актёр кино, театра и радио, также театральный режиссёр.

## Биография
Родился 14 июля 1911 года в рабочей семье в варшавском районе Повислье. Он был сыном Вацлава (мирного художника) и Марианны Любанских. У него было девять братьев и сестер, трое из которых выбрали художественный путь. Кроме Тадеуша это были: актриса и танцовщица Барбара, а также брат Влодзимеж и сестра Мария, работавшие в кукольных театрах.
Дебютировал в 1921 в качестве статиста в бредовом Мольере, в польском театре в Варшаве во главе с его основателем Арнольдом Шифманом. Актер Польского театра был тогда до своей смерти в 1978 году. После дебюта выступал в любительских спектаклях и детских спектаклях, а с 1927 года также в кино. На экране дебютировал как шестнадцатилетний лауреат конкурса, организованного журналом "азбука"в фильм" Зов моря ".
В 1927 году, после неудачного подхода к актерскому экстернистскому экзамену, поступил в гимназию, продолжая выступать на сцене и в кино. Внешние условия заставляли его играть обычно подростковые роли, получая среди зрителей прозвище „златовласый обрыв экрана”. В 1936 году окончил Государственный институт театрального искусства в Варшаве. После актерского обучения играл в гастрольном детском театре ”Огонёк". К сентябрю 1939 года был связан с варшавскими сценами Малицкого театра и театра Атенеум, а также с театром в Сосновце.
После начала Второй мировой войны поступил в польскую армию, но на службу не был призван. 3 мая 1940 года вывезен из Павяка в Заксенхаузен и Дахау. После освобождения из лагерей в 1941 году работал в варшавских барах, сотрудничал с АК. Участвовал в Варшавском восстании, а после его падения был заключен в лагеря для военнопленных на территории Третьего Рейха (oflag II D Gross-Born). После выхода на свободу он был актером повстанческого театра BIiP AK (1944) Леона Шиллера и членом эстрадного ансамбля, созданного Казимиром Крюковским, который выступал в польских лагерях на территории оккупированной Германии.
В 1945 году вернулся в Польшу. Выступал в театрах в Торуне, Лодзи и Варшаве. Актер варшавских театров: нового (1947-1949), Национального (1949-1954), современного (1954-1968) и польского (1968-1978). После войны он отказался от мальчишеских ролей и сразу же принял на себя роль неуклюжего старика.
Он снялся в более чем 50 фильмах. Выступал в радио-романе Матысякова и в радио-театре Еремея в роли мундиаля, сына вдовы Евфимии, которую сыграла Ирен Квятковская.
Самые известные роли в кино это: Ржецкий в Кукле , Куба в Хлопах, отец Томека Черешняк в сериале Четыре танкиста и собака и пан Анатоль в цикле фильмов режиссера Яна Рыбковского.
Его женой была Гелена Маковская-Фиевская. Похоронен вместе с женой в Аллее заслуженных на Повонзковском кладбище в Варшаве.

## Избранная фильмография
- 1927 — Зов моря / Zew morza — Стах в детстве.
- 1928 — Канун весны / Przedwiośnie
- 1928 — Точки над i / Kropka nad i
- 1928 — Дикарка / Dzikuska
- 1929 — Над снегами / Ponad śnieg
- 1929 — Сильный мужчина / Mocny człowiek — гостиничный бой.
- 1929 — Под флагом любви / Pod banderą miłości — кадет морской школы.
- 1930 — Краса жизни / Uroda życia — ученик.
- 1933 — Прокурор Алиция Горн / Prokurator Alicja Horn — газетчик.
- 1933 — Десять процентов мне / 10 % dla mnie — гостиничный бой.
- 1934 — Дочь генерала Панкратова / Córka generała Pankratowa — осуждённый революционер.
- 1934 — Молодой лес / Młody las — ученик.
- 1935 — Не было у бабы печали / Nie miała baba kłopotu
- 1935 — Две Иоаси / Dwie Joasie — Антось, курьер.
- 1936 — Тайна мисс Бринкс / Tajemnica panny Brinx — стюард в поезде.
- 1937 — Знахарь / Znachor — доктор Павлицкий.
- 1937 — Три повесы / Trójka hultajska — Тадеуш, самый старый сын Вычёра.
- 1938 — Павел и Гавел / Paweł i Gaweł — Стефек, работник Павла.
- 1938 — Флориан / Florian — внук Гавел
- 1939 — Ложь Кристины / Kłamstwo Krystyny — курьер.
- 1946 — В крестьянские руки / W chłopskie ręce — Юзек, помощник Патыка.
- 1948 — Пограничная улица / Ulica Graniczna — Бронек Цепликовский, парикмахер.
- 1953 — Трудная любовь / Trudna miłość — Бедронка.
- 1954 — Под фригийской звездой / Pod gwiazdą frygijską — кучер.
- 1954 — Поколение / Pokolenie — немецкий караульный в лесопилке.
- 1956 — Необыкновенная карьера / Nikodem Dyzma — Ярец, инспектор полиции.
- 1957 — Шляпа пана Анатоля / Kapelusz pana Anatola — Анатоль Рышард Ковальский.
- 1958 — Галоши счастья / Kalosze szczęścia — Хипек Михаляк, помощник фотографа.
- 1958 — Пан Анатоль ищет миллион / Pan Anatol szuka miliona — Анатоль Рышард Ковальский.
- 1958 — Солдат королевы Мадагаскара / Żołnierz królowej Madagaskaru — Сатурнин Мазуркевич'.
- 1959 — Инспекция пана Анатоля / Inspekcja pana Anatola — Анатоль Рышард Ковальский.
- 1962 — Золото / Złoto — Эдзё.
- 1962 — Чёрные крылья / Czarne skrzydla — Фалькевич, геолог
- 1962 — Дом без окон / Dom bez okien — Янковский, клоун.
- 1964 — Первый день свободы / Pierwszy dzień wolności — доктор Родэ.
- 1965 — Ленин в Польше — тюремный писец.
- 1965 — Человек с цветком во рту / Człowiek z kwiatkiem w ustach — опоздавший дачник.
- 1966-1970 — Четыре танкиста и собака / Czterej pancerni i pies — Черешняк, отец Томека.
- 1967 — Отец / Ojciec — кучер.
- 1968 — Кукла / Lalka — Игнаций Жецкий.
- 1974 — Весна, пан сержант! / Wiosna panie sierżancie — Выдерко.
- 1975 — Ночи и дни / Noce i dnie — Лучак, крестьянин в Сербинове.
- 1975 — Казимир Великий / Kazimierz Wielki — Нанкер, епископ.

## Признание
- 1958 — Награда председателя «Комитета в дела радио и телевидение».
- 1959 — Офицерский крест Ордена Возрождения Польши.
- 1967 — Награда Министра культуры и искусства ПНР.
- 1967 — Нагрудный знак 1000-летия польского государства.
- 1970 — Орден «Знамя Труда» 2-й степени.